# Галіано-Айленд 9
Галіано-Айленд 9 (англ. Galiano Island 9) — індіанська резервація в Канаді, у провінції Британська Колумбія, у межах регіонального округу Кепітел.

## Населення
За даними перепису 2016 року, індіанська резервація не ма постійного населення.

## Клімат
Середня річна температура становить 9,9°C, середня максимальна – 18,8°C, а середня мінімальна – 0,3°C. Середня річна кількість опадів – 1 051 мм.
| Клімат поселення                              | Клімат поселення | Клімат поселення | Клімат поселення | Клімат поселення | Клімат поселення | Клімат поселення | Клімат поселення | Клімат поселення | Клімат поселення | Клімат поселення | Клімат поселення | Клімат поселення | Клімат поселення |
| Показник                                      | Січ.             | Лют.             | Бер.             | Квіт.            | Трав.            | Черв.            | Лип.             | Серп.            | Вер.             | Жовт.            | Лист.            | Груд.            |                  |
| Середній максимум, °C                         | 8,23             | 9,22             | 10,28            | 12,60            | 15,50            | 18,02            | 18,43            | 18,80            | 16,33            | 12,21            | 8,57             | 6,51             |                  |
| Середня температура, °C                       | 4,27             | 5,26             | 6,29             | 8,60             | 11,51            | 14,02            | 16,37            | 16,70            | 14,26            | 10,12            | 6,47             | 4,44             |                  |
| Середній мінімум, °C                          | 0,27             | 1,24             | 2,30             | 4,62             | 7,52             | 10,04            | 14,27            | 14,62            | 12,19            | 8,02             | 4,39             | 2,34             |                  |
| Норма опадів, мм                              | 172              | 101              | 100              | 64               | 48               | 41               | 25               | 30               | 34               | 100              | 172              | 164              |                  |
| Середньомісячна швидкість вітру, м/с          | 3.56             | 3.40             | 3.53             | 3.40             | 3.30             | 3.30             | 3.17             | 2.90             | 2.67             | 2.94             | 3.59             | 3.68             |                  |
| Середньомісячна сонячна радіація, кДж/м²·день | 3083             | 5905             | 9996             | 15127            | 19009            | 20383            | 21390            | 18324            | 13188            | 7140             | 3559             | 2440             |                  |
| --------------------------------------------- | ---------------- | ---------------- | ---------------- | ---------------- | ---------------- | ---------------- | ---------------- | ---------------- | ---------------- | ---------------- | ---------------- | ---------------- | ---------------- |
| Джерело:                                      |                  |                  |                  |                  |                  |                  |                  |                  |                  |                  |                  |                  |                  |